# Johann Philipp Datt
Johann Philipp Datt (* 29. Oktober 1654 in Esslingen am Neckar; † 28. Februar 1722 in Stuttgart) war ein deutscher Rechtshistoriker.

## Familie
Johann Philipp Datt stammte aus einer in Esslingen ansässigen Familie von Patriziern, die seit Mitte des 15. Jahrhunderts Einfluss auf das Geschehen in der Stadt hatte. Sein Vater Johann (1626–1689) war ein Juris Utr. Consultus, ritterschaftlicher Consulent, Syndicus und Stadtammann von Esslingen. Seine Mutter Anna Elisabeth war eine Tochter von Philipp Knipschild.
Datt heiratete am 26. Oktober 1685 in Esslingen Anna Regina Planer von Plan, verwitwete Prophalus, die aus Esslingen stammte. In zweiter Ehe heiratete er am 1. Juli 1704 in Esslingen Maria Martha Georgi aus Straßburg. Datt hatte ein Kind, das früh starb.

## Leben und Wirken
Datt wurde geprägt von seiner familiären Herkunft und einem juristischen Studium, das er ab 1674 bei Georg Obrecht an der Universität Straßburg absolvierte. 1684 erhielt er einen Ruf zum Schreiber der Stadt Esslingen und verwaltete damit auch das Stadtarchiv, in dem er umfangreich Quellen studierte und von dort beginnend größere Forschungen unternahm. 1689 wurde er zum Consulenten Esslingens ernannt. Er erlebte das Heilige Römische Reich als zunächst zumindest äußerlich noch vorhandene Einheit und wurde während des Pfälzischen Erbfolgekrieges 1693 als Geisel der Stadt Esslingens nach Straßburg gebracht. 1695 wurde er zum württembergischer Regierungs- und Konsistorialrat ernannt.  
Sein Frühwerk stellte die weitestgehend von Hermann Kurz gedruckte „Relatio wegen des schweren französischen Quartiers 1688“ dar. In dem zusammenfassenden Teil dieser Aktenpublikation erwies sich Datt als begabter Historiker. Wesentlich weitreichender war das „Volumen Rerum Germanicarum Novum, sive de pace imperii publica libri V“, das 1698 in Ulm erschien. Dieses Werk beeinflusste Goethe beim Götz von Berlichingen und lieferte insbesondere zur mittelalterlichen Rechts- und Standesgeschichte neue und bis heute unentbehrliche Quellen. Insbesondere diese Schrift zeigte Datt als einen der überzeugendsten Repräsentanten des schwäbischen Bürgertums, der, basierend auf der Idee vom „Reich“, geistig gegen territorialstaatliche Pläne kämpfte. In der Zeit nach 1695 erwies er sich allerdings als wichtiger Diener eines Territorialstaats.
In seiner zweiten umfangreichen Arbeit zur Rechtshistorie, erschienen 1700 in Ulm mit dem Titel „De venditione liberorum“, erarbeitete Datt, basierend auf seinen Lateinkenntnissen, bis dahin vergessenes Rechtsgut der Spätantike.

## Werke
- Volumen Rerum Germanicarum Novum, sive de pace imperii publica libri V. Georg Wilhelm Kühnen, Ulm 1698 (Google-Books)